# Grand Prix Formule 1 van Bahrein 2008
De Grand Prix Formule 1 van Bahrein 2008 werd gehouden op 6 april 2008 op het Bahrein International Circuit. Het was de 5e race op dit circuit en de 5e in dit land.

## Kwalificatie
| Positie | Nummer | Naam                 | Team                | Q1       | Q2       | Q3       |
| ------- | ------ | -------------------- | ------------------- | -------- | -------- | -------- |
| 1       | 4      | Robert Kubica        | BMW Sauber          | 1:32.893 | 1:31.745 | 1:33.096 |
| 2       | 2      | Felipe Massa         | Ferrari             | 1:31.937 | 1:31.188 | 1:33.123 |
| 3       | 22     | Lewis Hamilton       | McLaren-Mercedes    | 1:32.750 | 1:31.922 | 1:33.292 |
| 4       | 1      | Kimi Räikkönen       | Ferrari             | 1:32.652 | 1:31.933 | 1:33.418 |
| 5       | 23     | Heikki Kovalainen    | McLaren-Mercedes    | 1:33.057 | 1:31.718 | 1:33.488 |
| 6       | 3      | Nick Heidfeld        | BMW Sauber          | 1:33.137 | 1:31.909 | 1:33.737 |
| 7       | 11     | Jarno Trulli         | Toyota              | 1:32.493 | 1:32.159 | 1:33.994 |
| 8       | 7      | Nico Rosberg         | Williams-Toyota     | 1:32.903 | 1:32.185 | 1:34.015 |
| 9       | 16     | Jenson Button        | Honda               | 1:32.793 | 1:32.362 | 1:35.057 |
| 10      | 5      | Fernando Alonso      | Renault             | 1:32.947 | 1:32.345 | 1:35.115 |
| 11      | 10     | Mark Webber          | Red Bull-Renault    | 1:33.194 | 1:32.371 |          |
| 12      | 17     | Rubens Barrichello   | Honda               | 1:32.944 | 1:32.508 |          |
| 13      | 12     | Timo Glock           | Toyota              | 1:32.800 | 1:32.528 |          |
| 14      | 6      | Nelson Piquet jr.    | Renault             | 1:32.975 | 1:32.790 |          |
| 15      | 14     | Sébastien Bourdais   | Toro Rosso-Ferrari  | 1:33.415 | 1:32.915 |          |
| 16      | 8      | Kazuki Nakajima      | Williams-Toyota     | 1:33.386 | 1:32.943 |          |
| 17      | 9      | David Coulthard      | Red Bull-Renault    | 1:33.433 |          |          |
| 18      | 21     | Giancarlo Fisichella | Force India-Ferrari | 1:33.501 |          |          |
| 19      | 15     | Sebastian Vettel     | Toro Rosso-Ferrari  | 1:34.127 |          |          |
| 20      | 20     | Adrian Sutil         | Force India-Ferrari | 1:33.562 |          |          |
| 21      | 19     | Anthony Davidson     | Super Aguri-Honda   | 1:34.140 |          |          |
| 22      | 18     | Takuma Sato          | Super Aguri-Honda   | 1:35.725 |          |          |

## Race
| Positie | Nummer | Naam                 | Team                | Ronden | Tijd/Oorzaak uitval | Grid | Punten |
| ------- | ------ | -------------------- | ------------------- | ------ | ------------------- | ---- | ------ |
| 1       | 2      | Felipe Massa         | Ferrari             | 57     | 1:31:06.970         | 2    | 10     |
| 2       | 1      | Kimi Räikkönen       | Ferrari             | 57     | + 3.339             | 4    | 8      |
| 3       | 4      | Robert Kubica        | BMW Sauber          | 57     | + 4.998             | 1    | 6      |
| 4       | 3      | Nick Heidfeld        | BMW Sauber          | 57     | + 8.409             | 6    | 5      |
| 5       | 23     | Heikki Kovalainen    | McLaren-Mercedes    | 57     | + 26.789            | 5    | 4      |
| 6       | 11     | Jarno Trulli         | Toyota              | 57     | + 41.314            | 7    | 3      |
| 7       | 10     | Mark Webber          | Red Bull-Renault    | 57     | + 45.473            | 11   | 2      |
| 8       | 7      | Nico Rosberg         | Williams-Toyota     | 57     | + 55.889            | 8    | 1      |
| 9       | 12     | Timo Glock           | Toyota              | 57     | + 1:09.500          | 13   |        |
| 10      | 5      | Fernando Alonso      | Renault             | 57     | + 1:17.181          | 10   |        |
| 11      | 17     | Rubens Barrichello   | Honda               | 57     | + 1:17.862          | 12   |        |
| 12      | 21     | Giancarlo Fisichella | Force India-Ferrari | 56     | + 1 ronde           | 18   |        |
| 13      | 22     | Lewis Hamilton       | McLaren-Mercedes    | 56     | + 1 ronde           | 3    |        |
| 14      | 8      | Kazuki Nakajima      | Williams-Toyota     | 56     | + 1 ronde           | 16   |        |
| 15      | 14     | Sébastien Bourdais   | Toro Rosso-Ferrari  | 56     | + 1 ronde           | 15   |        |
| 16      | 19     | Anthony Davidson     | Super Aguri-Honda   | 56     | + 1 ronde           | 21   |        |
| 17      | 18     | Takuma Sato          | Super Aguri-Honda   | 56     | + 1 ronde           | 22   |        |
| 18      | 9      | David Coulthard      | Red Bull-Renault    | 56     | + 1 ronde           | 17   |        |
| 19      | 20     | Adrian Sutil         | Force India-Ferrari | 56     | + 2 rondes          | 20   |        |
| Ret     | 6      | Nelson Piquet jr.    | Renault             | 40     | Versnellingsbak     | 14   |        |
| Ret     | 16     | Jenson Button        | Honda               | 19     | Botsing             | 9    |        |
| Ret     | 15     | Sebastian Vettel     | Toro Rosso-Ferrari  | 0      | Motor               | 19   |        |

## Wetenswaardigheden
- Eerste Pole position: Robert Kubica, BMW Sauber, Polen
- Raceleiders: Felipe Massa 51 (1-39, 46-57), Robert Kubica 2 (40-41) en Nick Heidfeld 4 (42-45).
- Deze race betekende het einde van McLarens rij van opeenvolgende podiums, die begon bij de Grand Prix Formule 1 van Australië 2007 en eindigde bij de Grand Prix van Maleisië 2008.
- Voor de eerste keer uit zijn carrière won Felipe Massa een race die hij niet van pole position was gestart.
- Voor de eerste keer uit de geschiedenis staat BMW Sauber op de eerste plaats in het kampioenschap.

## Statistieken
| Snelste ronde | Heikki Kovalainen | McLaren-Mercedes | 1:33.139 |

## Noot
- Dit was de 25ste Grand Prix-start voor een Poolse coureur.
- Eerste pole position voor Robert Kubica en voor een Poolse coureur.
- Vijftigste podiumplaats voor Kimi Räikkönen.

2004 · 2005 · 2006 · 2007 · 2008 · 2009 · 2010 · 2012 · 2013 · 2014 · 2015 · 2016 · 2017 · 2018 · 2019 · 2020 · 2021 · 2022 · 2023 · 2024 · 2025 · 2026 · 2027 · 2028 · 2029 · 2029 · 2030 · 2031 · 2032 · 2033 · 2034 · 2035 · 2036